# 長孫
長孫（ちょうそん）は、漢姓のひとつ。『百家姓』の435番目。2020年の中華人民共和国の統計では14番目に多い複姓であり、約3千人がいる。
鮮卑拓跋部の氏族に由来し、北魏から唐初の軍閥として多くの軍人・政治家を出した。

## 由来
『魏書』官氏志によると、献帝（拓跋鄰）のときに、その兄を拔拔氏とし、後に漢化して長孫氏に改めたという。
なお、鮮卑に由来しない長孫姓もあり、『漢書』儒林伝には『韓詩』を伝えた人の名として長孫順が見える。

## 著名な人物
- 長孫嵩 - 代・北魏の軍人。
- 長孫道生 - 北魏の軍人。長孫嵩の甥。
- 長孫観 - 北魏の軍人。
- 長孫稚 - 北魏の軍人。長孫観の子。
- 長孫紹遠 - 北魏・西魏・北周の人。長孫稚の子。
- 長孫澄 - 北魏・西魏・北周の軍人。長孫稚の子。
- 長孫倹 - 北魏・西魏・北周の軍人。
- 長孫順徳 - 唐の軍人・政治家。長孫澄の孫。長孫愷の子。
- 長孫無忌 - 唐の政治家。
- 長孫皇后 - 唐の太宗の皇后。長孫無忌の妹。
- 長孫訥言 - 初唐の人。『切韻』箋注本の著者。